# Eleccions municipals a Vilamarxant
Resum de les Eleccions municipals a Vilamarxant en el període democràtic i els seus resultats detallats per partit.

## Partits polítics han obtingut representació municipal
Els partits polítics que, des de les eleccions de 1979, han obtingut representació a l'Ajuntament de Vilamarxant, són els següents:

### Amb representació el 2019
Els partits que obtingueren representació a les eleccions de 2019, ordenats pel nombre de vots obtinguts, són:
- PSPV-PSOE: Partit Socialista del País Valencià-PSOE
- PP: Partit Popular.
  - Coalició AP-PDP-UV-UL el 1983: Federació de partits d'Alianza Popular, Partit Demòcrata Popular, Unió Valenciana i Unió Liberal.
  - AP el 1987: Federació de partits d'Alianza Popular.
  - PP des de 1991: Partit Popular.
- Cs: Ciutadans - Partit de la Ciutadania
- Compromís: Coalició Compromís. Integrada pel BLOC, Iniciativa i Els Verds

### Partits amb representació entre 1979 i 2015
Els partits que han tingut representació en corporacions anteriors a la de 2019, ordenats cronològicament, de mes modern a més antic, i pel nombre de regidors i vots obtinguts, són:
- VJP: Vilamarxant Junts Podrem
- UV: Unió Valenciana
  - Coalició AP-PDP-UV-UL el 1983: Federació de partits d'Alianza Popular, Partit Demòcrata Popular, Unió Valenciana i Unió Liberal.
  - UV: Unió Valenciana el 1987 i 1991.
  - UV-CCV el 1995: Unió Valenciana-Independents-Centristes.
  - UV: Unió Valenciana desde 1999.
- AIV: Agrupació Independent per Vilamarxant
- CDS: Centre Democràtic i Social
- EU: Esquerra Unida del País Valencià
  - PCE el 1979: Partit Comunista d'Espanya.
  - EU-UPV el 1987: Coalició Esquerra Unida-Unitat del Poble Valencià.
- UCD: Unió de Centre Democràtic
- AEV: Agrupació d'Esquerra de Vilamarxant

## Evolució
L'evolució en el repartiment dels  regidors per partits polítics des de les eleccions municipals de 1979 és la següent: 
| Evolució del nombre de regidors per candidatura |      |      |      |      |      |      |      |      |      |      |      |
| Candidatura                                     | 1979 | 1983 | 1987 | 1991 | 1995 | 1999 | 2003 | 2007 | 2011 | 2015 | 2019 |
| PSPV-PSOE                                       | 2    | 4    | 3    | 3    | 2    | 1    | 2    | 3    | 4    | 3    | 4    |
| AP / PP                                         |      | 7*   | 2    | 3    | 3    | 6    | 7    | 9    | 8    | 5    | 4    |
| C's / Cs                                        |      |      |      |      |      |      |      |      |      | 2    | 3    |
| Bloc-EV / Compromís                             |      |      |      |      |      |      | 1    | 1**  | 1    | 2    | 2    |
| VJP                                             |      |      |      |      |      |      |      |      |      | 1    | 0    |
| PCE / EUPV                                      | 1    |      | 1    | 0    | 0    | 0    | 0    | **   | 0    | 0    | 0    |
| UV                                              |      | *    | 0    | 1    | 5    | 4    | 2    | 0    |      |      |      |
| AIV                                             |      |      |      |      | 3    | 2    | 1    |      |      |      |      |
| CDS                                             |      |      | 5    | 4    |      |      |      |      |      |      |      |
| UCD                                             | 6    |      |      |      |      |      |      |      |      |      |      |
| AEV                                             | 2    |      |      |      |      |      |      |      |      |      |      |
| TOTAL                                           | 11   | 11   | 11   | 11   | 13   | 13   | 13   | 13   | 13   | 13   | 13   |

## Resultats detallats

### 1979
En les eleccions municipals de 3 d'abril de 1979 obtingué 6 regidors la Unió de Centre Democràtic (UCD), 2 el Partit Socialista del País Valencià-PSOE (PSPV-PSOE), 2 l'Agrupació d'Esquerra de Vilamarxant (AEV) i 1 el Partit Comunista del País Valencià (PCE-PCPV).
| Eleccions municipals de 3 d'abril de 1979 - Vilamarxant                                                                                       |                                               |                                     |                                     |        |         |          |
| Candidatura | Candidatura                                   | Candidatura                         | Cap de llista                       | Vots   | Vots    | Regidors |
| | Unió de Centre Democràtic (UCD)               |                                     | Manuel Faus Jorge                   | 1.223  | 48,06%  | 6        |
| | Partit Socialista del País Valencià (PSPV)    |                                     | Salvador Calatayud Frasé            | 565    | 22,2%   | 2        |
| | Agrupació d'Esquerra de Vilamarxant (AEV)     |                                     | Ramon Garcia Civera                 | 453    | 17,8%   | 2        |
| | Partit Comunista del País Valencià (PCE-PCPV) |                                     | José Antonio Morillo Heyaime        | 304    | 11,94%  | 1        |
| | Vots en blanc                                 |                                     |                                     | 0      | 0,0%    |          |
| Total vots vàlids i regidors | Total vots vàlids i regidors                  | Total vots vàlids i regidors        | Total vots vàlids i regidors        | 2.545  | 100 %   | 11       |
| | Vots nuls                                     | Vots nuls                           | Vots nuls                           | 48     | 1,85%   |          |
| Participació (vots vàlids més nuls) | Participació (vots vàlids més nuls)           | Participació (vots vàlids més nuls) | Participació (vots vàlids més nuls) | 2.593  | 83,4%** |          |
| Abstenció | Abstenció                                     | Abstenció                           | Abstenció                           | 516*   | 16,6%** |          |
| Total cens electoral | Total cens electoral                          | Total cens electoral                | Total cens electoral                | 3.109* | 100 %** |          |
| Alcalde: Eusebio Civera Martínez (UCD) (21/04/1979) Per majoria absoluta dels vots dels regidors (6 vots d'UCD)                               |                                               |                                     |                                     |        |         |          |
| Fonts: Ministeri de l'Interior. Junta Electoral de Zona de Llíria. (* No són vots sinó electors. ** Percentatge respecte del cens electoral.) |                                               |                                     |                                     |        |         |          |

### 1983
En les eleccions municipals de 8 de maig de 1983 obtingué 7 regidors l'Alianza Popular - Partit Demòcrata Popular - Unió Valenciana - Unió Liberal (AP-PDP-UV-UL) i 4 el Partit Socialista del País Valencià-PSOE (PSPV-PSOE).
| Eleccions municipals de 8 de maig de 1983 - Vilamarxant                                                                           |                                                                                            |                                     |                                     |        |          |          |
| Candidatura | Candidatura                                                                                | Candidatura                         | Cap de llista                       | Vots   | Vots     | Regidors |
| | Alianza Popular - Partit Demòcrata Popular - Unió Valenciana - Unió Liberal (AP-PDP-UV-UL) |                                     | Eusebio Civera Martínez             | 1.811  | 61.35    | 7 (+7)   |
| | Partit Socialista del País Valencià (PSPV)                                                 |                                     |                                     | 1.141  | 38,65%   | 4 (+2)   |
| | Vots en blanc                                                                              |                                     |                                     | 0      | 0,0%     |          |
| Total vots vàlids i regidors | Total vots vàlids i regidors                                                               | Total vots vàlids i regidors        | Total vots vàlids i regidors        | 2.952  | 100 %    | 11       |
| | Vots nuls                                                                                  | Vots nuls                           | Vots nuls                           | 0      | 0,00%    |          |
| Participació (vots vàlids més nuls)                                                                                               | Participació (vots vàlids més nuls)                                                        | Participació (vots vàlids més nuls) | Participació (vots vàlids més nuls) | 2.952  | 87,73%** |          |
| Abstenció | Abstenció                                                                                  | Abstenció                           | Abstenció                           | 413*   | 12,27%** |          |
| Total cens electoral | Total cens electoral                                                                       | Total cens electoral                | Total cens electoral                | 3.365* | 100 %**  |          |
| Alcalde: Eusebio Civera Martínez (AP-PDP-UV-UL) (28/05/1983) Per majoria absoluta dels vots dels regidors (7 vots d'AP-PDP-UV-UL) |                                                                                            |                                     |                                     |        |          |          |
| Fonts: Ministeri de l'Interior. (* No són vots sinó electors. ** Percentatge respecte del cens electoral.)                        |                                                                                            |                                     |                                     |        |          |          |

### 1987
En les eleccions municipals de 10 de juny de 1987 obtingué 5 regidors el Centre Democràtic i Social (CDS), 3 el Partit Socialista del País Valencià-PSOE (PSPV-PSOE), 2 la Federación de Partidos de Alianza Popular (FAP) i 1 Esquerra Unida - Unitat del Poble Valencià (EU-UPV).
| Eleccions municipals de 10 de juny de 1987 - Vilamarxant                                                                                        |                                                     |                                     |                                     |        |          |          |
| Candidatura | Candidatura                                         | Candidatura                         | Cap de llista                       | Vots   | Vots     | Regidors |
| | Centre Democràtic i Social (CDS)                    |                                     | Eusebio Civera Martínez             | 1.427  | 45,05%   | 5 (+5)   |
| | Partit Socialista del País Valencià (PSPV)          |                                     | José Sanz Romero                    | 789    | 24,91%   | 3 (-1)   |
| | Federación de Partidos de Alianza Popular (FAP)     |                                     | Francisco Gil Sanchis               | 504    | 15,91%   | 2 (-5)   |
| | Esquerra Unida - Unitat del Poble Valencià (EU-UPV) |                                     | Juan Eusebio Sanchis Civera         | 421    | 13,29%   | 1 ()     |
| | Unió Valenciana (UV) [a]                            |                                     | Isidoro Gorgonio Pons               | 9      | 0,28%    | 0        |
| | Vots en blanc                                       |                                     |                                     | 18     | 0,57%    |          |
| Total vots vàlids i regidors | Total vots vàlids i regidors                        | Total vots vàlids i regidors        | Total vots vàlids i regidors        | 3.168  | 100 %    | 11       |
| | Vots nuls                                           | Vots nuls                           | Vots nuls                           | 25     | 0,78%    |          |
| Participació (vots vàlids més nuls) | Participació (vots vàlids més nuls)                 | Participació (vots vàlids més nuls) | Participació (vots vàlids més nuls) | 3.193  | 88,87%** |          |
| Abstenció | Abstenció                                           | Abstenció                           | Abstenció                           | 400*   | 11,13%** |          |
| Total cens electoral | Total cens electoral                                | Total cens electoral                | Total cens electoral                | 3.593* | 100 %**  |          |
| Alcalde: Francisco Gil Sanchis (AP) (?) |                                                     |                                     |                                     |        |          |          |
| Fonts: Ministeri de l'Interior. Juntas Electorales de Zona Valencia. (* No són vots sinó electors. ** Percentatge respecte del cens electoral.) |                                                     |                                     |                                     |        |          |          |

### 1991
En les eleccions municipals de 26 de maig de 1991 obtingué 4 regidors el Centre Democràtic i Social (CDS), 3 el Partit Popular (PP), 3 el Partit Socialista del País Valencià-PSOE (PSPV-PSOE) i 1 Unió Valenciana (UV).
| Eleccions municipals de 26 de maig de 1991 - Vilamarxant                                                                                         |                                            |                                     |                                     |        |          |          |
| Candidatura | Candidatura                                | Candidatura                         | Cap de llista                       | Vots   | Vots     | Regidors |
| | Centre Democràtic i Social (CDS)           |                                     | Eusebio Civera Martínez             | 991    | 31,59%   | 4 (-1)   |
| | Partit Popular (PP)                        |                                     | Francisco Gil Sanchis               | 877    | 27,96%   | 3 (+1)   |
| | Partit Socialista del País Valencià (PSPV) |                                     | Félix Castellano Esteve             | 821    | 26,17%   | 3 ()     |
| | Unió Valenciana (UV)                       |                                     | César Alberto González Calatayud    | 234    | 7,46%    | 1 (+1)   |
| | Esquerra Unida País Valencià (EUPV)        |                                     | Manuel Gómez Herrero                | 167    | 5,32%    | 0 (-1)   |
| | Vots en blanc                              |                                     |                                     | 47     | 1,50%    |          |
| Total vots vàlids i regidors | Total vots vàlids i regidors               | Total vots vàlids i regidors        | Total vots vàlids i regidors        | 3.137  | 100 %    | 11       |
| | Vots nuls                                  | Vots nuls                           | Vots nuls                           | 37     | 1,17%    |          |
| Participació (vots vàlids més nuls) | Participació (vots vàlids més nuls)        | Participació (vots vàlids més nuls) | Participació (vots vàlids més nuls) | 3.174  | 83,97%** |          |
| Abstenció | Abstenció                                  | Abstenció                           | Abstenció                           | 606*   | 16,03%** |          |
| Total cens electoral | Total cens electoral                       | Total cens electoral                | Total cens electoral                | 3.780* | 100 %**  |          |
| Alcalde: Félix Castellano (PSPV) (15/06/1991) Per majoria absoluta dels vots dels regidors                                                       |                                            |                                     |                                     |        |          |          |
| Fonts: Ministeri de l'Interior. Junta Electoral de la Zona de Llíria. (* No són vots sinó electors. ** Percentatge respecte del cens electoral.) |                                            |                                     |                                     |        |          |          |

### 1995
En les eleccions municipals de 28 de maig de 1995 obtingué 5 regidors Unió Valenciana - Independents - Centristes (UV-CCV), 3 el Partit Popular (PP), 3 l'Agrupació Independent per Vilamarxant (AIV) i 2 el Partit Socialista del País Valencià-PSOE (PSPV-PSOE).
| Eleccions municipals de 28 de maig de 1995 - Vilamarxant                                                                                         |                                                      |                                     |                                     |        |          |          |
| Candidatura | Candidatura                                          | Candidatura                         | Cap de llista                       | Vots   | Vots     | Regidors |
| | Unió Valenciana - Independents - Centristes (UV-CCV) |                                     | Eusebio Civera Martínez             | 1.277  | 36,4%    | 5 (+4)   |
| | Partit Popular (PP)                                  |                                     | Ernesto Ramada Caurín               | 740    | 21.09    | 3 ()     |
| | Agrupació Independent per Vilamarxant (AIV)          |                                     | Salvador Montesinos Oltra           | 675    | 19,24 %  | 3 (+3)   |
| | Partit Socialista del País Valencià (PSPV)           |                                     | Félix Castellano Esteve             | 645    | 18,39%   | 2 (-1)   |
| | Esquerra Unida - Els Verds (EU-EV)                   |                                     | Eladia Teresa Sáez Royo             | 136    | 3,88%    | 0        |
| | Vots en blanc                                        |                                     |                                     | 35     | 1,00%    |          |
| Total vots vàlids i regidors | Total vots vàlids i regidors                         | Total vots vàlids i regidors        | Total vots vàlids i regidors        | 3.508  | 100 %    | 13 (+2)  |
| | Vots nuls                                            | Vots nuls                           | Vots nuls                           | 29     | 0,82%    |          |
| Participació (vots vàlids més nuls) | Participació (vots vàlids més nuls)                  | Participació (vots vàlids més nuls) | Participació (vots vàlids més nuls) | 3.537  | 82,58%** |          |
| Abstenció | Abstenció                                            | Abstenció                           | Abstenció                           | 746*   | 17,42%** |          |
| Total cens electoral | Total cens electoral                                 | Total cens electoral                | Total cens electoral                | 4.283* | 100 %**  |          |
| Alcalde: Eusebio Civera Martínez (UV-CCV) (17/06/1995)                                                                                           |                                                      |                                     |                                     |        |          |          |
| Fonts: Ministeri de l'Interior. Junta Electoral de la Zona de Llíria. (* No són vots sinó electors. ** Percentatge respecte del cens electoral.) |                                                      |                                     |                                     |        |          |          |

### 1999
En les eleccions municipals de 13 de juny de 1999 obtingué 6 regidors el Partit Popular (PP), 4 Unió Valenciana (UV), 2 l'Agrupació Independent per Vilamarxant (AIV) i 1 el Partit Socialista del País Valencià-PSOE (PSPV-PSOE).
| Eleccions municipals de 13 de juny de 1999 - Vilamarxant                                                                                         |                                             |                                     |                                     |        |          |          |
| Candidatura | Candidatura                                 | Candidatura                         | Cap de llista                       | Vots   | Vots     | Regidors |
| | Partit Popular (PP)                         |                                     | Vicente Betoret Coll                | 1.561  | 41.84%   | 6 (+3)   |
| | Unió Valenciana (UV)                        |                                     | Eusebio Civera Martínez             | 1.023  | 27,42%   | 4 (-1)   |
| | Agrupació Independent per Vilamarxant (AIV) |                                     | José Castillo Farga                 | 586    | 15,71 %  | 2 (-1)   |
| | Partit Socialista del País Valencià (PSPV)  |                                     | Félix Castellano Esteve             | 390    | 10,45%   | 1 (-1)   |
| | Esquerra Unida del País Valencià (EUPV)     |                                     | Ramón Gadea Mateu                   | 108    | 2,89%    | 0        |
| | Els Verds (EV/LV)                           |                                     | José Benavent Gisbert               | 40     | 1,07%    | 0        |
| | Vots en blanc                               |                                     |                                     | 23     | 0,62%    |          |
| Total vots vàlids i regidors | Total vots vàlids i regidors                | Total vots vàlids i regidors        | Total vots vàlids i regidors        | 3.731  | 100 %    | 13       |
| | Vots nuls                                   | Vots nuls                           | Vots nuls                           | 38     | 1,01%    |          |
| Participació (vots vàlids més nuls) | Participació (vots vàlids més nuls)         | Participació (vots vàlids més nuls) | Participació (vots vàlids més nuls) | 3.769  | 78,23%** |          |
| Abstenció | Abstenció                                   | Abstenció                           | Abstenció                           | 1.049* | 21,77%** |          |
| Total cens electoral | Total cens electoral                        | Total cens electoral                | Total cens electoral                | 4.818* | 100 %**  |          |
| Alcalde: Vicente Betoret Coll (PP) (03/07/1999)                                                                                                  |                                             |                                     |                                     |        |          |          |
| Fonts: Ministeri de l'Interior. Junta Electoral de la Zona de Llíria. (* No són vots sinó electors. ** Percentatge respecte del cens electoral.) |                                             |                                     |                                     |        |          |          |

### 2003
En les eleccions municipals de 25 de maig de 2003 obtingué 7 regidors el Partit Popular (PP), 2 Unió Valenciana (UV), 2 el Partit Socialista del País Valencià-PSOE (PSPV-PSOE), 1 l'Agrupació Independent per Vilamarxant (AIV) i 1 Bloc Nacionalista Valencià - Esquerra Verda (Bloc-EV).
| Eleccions municipals de 25 de maig de 2003 - Vilamarxant                                                                                         |                                                        |                                     |                                     |        |          |          |
| Candidatura | Candidatura                                            | Candidatura                         | Cap de llista                       | Vots   | Vots     | Regidors |
| | Partit Popular (PP)                                    |                                     | Vicente Betoret Coll                | 1.719  | 42,77%   | 7 (+1)   |
| | Unió Valenciana (UV)                                   |                                     | Tomás Faulí Enguidanos              | 728    | 18,11%   | 2 (-2)   |
| | Partit Socialista del País Valencià (PSPV-PSOE)        |                                     | José Castillo Miquel                | 599    | 14,9%    | 2 (+1)   |
| | Agrupació Independent per Vilamarxant (AIV)            |                                     | Jesús Montesinos Oltra              | 473    | 11,77 %  | 1 (-1)   |
| | Bloc Nacionalista Valencià - Esquerra Verda (Bloc-EV)  |                                     | Pura Martínez Giménez               | 261    | 6,49%    | 1 (+1)   |
| | Esquerra Unida + Esquerra Valenciana (Entesa)          |                                     | José González Herrera               | 104    | 2,59%    | 0        |
| | Partit Progresista Independent per Vilamarxant (PPIPV) |                                     | Francisco Aleixandre Casanova       | 101    | 2,51 %   | 0        |
| | Vots en blanc                                          |                                     |                                     | 34     | 0,85%    |          |
| Total vots vàlids i regidors | Total vots vàlids i regidors                           | Total vots vàlids i regidors        | Total vots vàlids i regidors        | 4.019  | 100 %    | 13       |
| | Vots nuls                                              | Vots nuls                           | Vots nuls                           | 44     | 1,08%    |          |
| Participació (vots vàlids més nuls) | Participació (vots vàlids més nuls)                    | Participació (vots vàlids més nuls) | Participació (vots vàlids més nuls) | 4.063  | 77,48%** |          |
| Abstenció | Abstenció                                              | Abstenció                           | Abstenció                           | 1.181* | 22,52%** |          |
| Total cens electoral | Total cens electoral                                   | Total cens electoral                | Total cens electoral                | 5.244* | 100 %**  |          |
| Alcalde: Vicente Betoret Coll (PP) (14/06/2003) Per majoria absoluta dels vots dels regidors (7 vots de PP)                                      |                                                        |                                     |                                     |        |          |          |
| Fonts: Ministeri de l'Interior. Junta Electoral de la Zona de Llíria. (* No són vots sinó electors. ** Percentatge respecte del cens electoral.) |                                                        |                                     |                                     |        |          |          |

### 2007
En les eleccions municipals de 27 de maig de 2007 obtingué 9 regidors el Partit Popular (PP), 3 el Partit Socialista del País Valencià-PSOE (PSPV-PSOE) i 1 Compromís per Vilamarxant (Bloc-EU de Vilamarxant-Verds).
| Eleccions municipals de 27 de maig de 2007 - Vilamarxant                                                                                         |                                                     |                                     |                                     |        |          |          |
| Candidatura | Candidatura                                         | Candidatura                         | Cap de llista                       | Vots   | Vots     | Regidors |
| | Partit Popular (PP)                                 |                                     | Vicente Betoret Coll                | 2.555  | 58,57%   | 9 (+2)   |
| | Partit Socialista del País Valencià (PSPV-PSOE)     |                                     | José Castillo Miquel                | 978    | 22,42%   | 3 (+1)   |
| | Compromís per Vilamarxant (Bloc-EUPV-Verds)         |                                     | Pura Martínez Jimenez               | 508    | 11,65%   | 1 ()     |
| | Unió Valenciana - Los Verdes Ecopacifistas (UV-LVE) |                                     | Tomás Faulí Enguidanos              | 245    | 5,62%    | 0 (-2)   |
| | Coalició Valenciana (CV)                            |                                     | Raúl Cerdá Pelecha                  | 41     | 0,94%    | 0        |
| | Partido Social Demócrata (PSD)                      |                                     | José Ramón López Ruiz               | 0      | 0%       | 0        |
| | Vots en blanc                                       |                                     |                                     | 35     | 0,8%     |          |
| Total vots vàlids i regidors | Total vots vàlids i regidors                        | Total vots vàlids i regidors        | Total vots vàlids i regidors        | 4.392  | 100 %    | 13       |
| | Vots nuls                                           | Vots nuls                           | Vots nuls                           | 36     | 0,82%    |          |
| Participació (vots vàlids més nuls) | Participació (vots vàlids més nuls)                 | Participació (vots vàlids més nuls) | Participació (vots vàlids més nuls) | 4.398  | 98,41%** |          |
| Abstenció | Abstenció                                           | Abstenció                           | Abstenció                           | 71*    | 1,59%**  |          |
| Total cens electoral | Total cens electoral                                | Total cens electoral                | Total cens electoral                | 4.469* | 100 %**  |          |
| Alcalde: Vicente Betoret Coll (PP) (16/06/2007) Per majoria absoluta dels vots dels regidors (9 vots de PP)                                      |                                                     |                                     |                                     |        |          |          |
| Fonts: Ministeri de l'Interior. Junta Electoral de la Zona de Llíria. (* No són vots sinó electors. ** Percentatge respecte del cens electoral.) |                                                     |                                     |                                     |        |          |          |

### 2011
En les eleccions municipals de 22 de maig de 2011 obtingué 8 regidors el Partit Popular (PP), 4 el Partit Socialista del País Valencià-PSOE (PSPV-PSOE) i 1 Compromís per Vilamarxant (Compromís).
| Eleccions municipals de 22 de maig de 2011 - Vilamarxant                                                                                         |                                                        |                                     |                                     |        |          |          |
| Candidatura | Candidatura                                            | Candidatura                         | Cap de llista                       | Vots   | Vots     | Regidors |
| | Partit Popular (PP)                                    |                                     | Vicente Betoret Coll                | 2.601  | 54,2%    | 8 (-1)   |
| | Partit Socialista del País Valencià (PSPV-PSOE)        |                                     | Jesús Montesinos Oltra              | 1.442  | 30,05%   | 4 (+1)   |
| | Compromís per Vilamarxant (Compromís)                  |                                     | Joan Ignaci Ponce Guardiola         | 327    | 6,81%    | 1 ()     |
| | Partit Progresista Independent per Vilamarxant (PPIPV) |                                     | Francisco Aleixandre Casanova       | 161    | 3,35%    | 0        |
| | Esquerra Unida del País Valencià (EUPV)                |                                     | Ramon Gadea Mateu                   | 152    | 3,17%    | 0        |
| | Partido Social Demócrata por los Ciudadanos (PSD)      |                                     | Ana Maria Roca Muñoz                | 53     | 1,10%    | 0        |
| | Vots en blanc                                          |                                     |                                     | 63     | 1,31%    |          |
| Total vots vàlids i regidors | Total vots vàlids i regidors                           | Total vots vàlids i regidors        | Total vots vàlids i regidors        | 4.799  | 100 %    | 13       |
| | Vots nuls                                              | Vots nuls                           | Vots nuls                           | 85     | 1,74%    |          |
| Participació (vots vàlids més nuls) | Participació (vots vàlids més nuls)                    | Participació (vots vàlids més nuls) | Participació (vots vàlids més nuls) | 4.884  | 70,77%** |          |
| Abstenció | Abstenció                                              | Abstenció                           | Abstenció                           | 2.017* | 29,23%** |          |
| Total cens electoral | Total cens electoral                                   | Total cens electoral                | Total cens electoral                | 6.901* | 100 %**  |          |
| Alcalde: Vicente Betoret Coll (PP) (11/06/2011) Per majoria absoluta dels vots dels regidors (8 vots de PP)                                      |                                                        |                                     |                                     |        |          |          |
| Fonts: Ministeri de l'Interior. Junta Electoral de la Zona de Llíria. (* No són vots sinó electors. ** Percentatge respecte del cens electoral.) |                                                        |                                     |                                     |        |          |          |

### 2015
En les eleccions municipals de 24 de maig de 2015 obtingueren 5 regidors el Partit Popular (PP), 3 el Partit Socialista del País Valencià-PSOE (PSPV-PSOE), 2 Compromís per Vilamarxant (Compromís), 2 Ciutadans - Partit de la Ciutadania (C's) i 1 Vilamarxant Junts Podrem (VJP).
| Eleccions municipals de 24 de maig de 2015 - Vilamarxant |                                                 |                                     |                                     |        |          |          |
| Candidatura | Candidatura                                     | Candidatura                         | Cap de llista                       | Vots   | Vots     | Regidors |
| | Partit Popular (PP)                             |                                     | Vicente Betoret Coll                | 1.953  | 38,94%   | 5 (-3)   |
| | Partit Socialista del País Valencià (PSPV-PSOE) |                                     | Jesús Montesinos Oltra              | 1.015  | 20,24%   | 3 (-1)   |
| | Compromís per Vilamarxant (Compromís)           |                                     | Voro Golfe Cervera                  | 738    | 14,71%   | 2 (+1)   |
| | Ciutadans - Partit de la Ciutadania (C's)       |                                     | Eliseo Sanz Serrano                 | 729    | 14,53%   | 2 (+2)   |
| | Vilamarxant Junts Podrem (VJP)                  |                                     | Salvador Bonet Vidal                | 367    | 7,32%    | 1 (+1)   |
| | Acord Ciutadà (EUPV-EV-ERPV-AS)                 |                                     | David Gadea Saez                    | 164    | 3,27%    | 0        |
| | Vots en blanc                                   |                                     |                                     | 50     | 1,00%    |          |
| Total vots vàlids i regidors | Total vots vàlids i regidors                    | Total vots vàlids i regidors        | Total vots vàlids i regidors        | 5.016  | 100 %    | 13       |
| | Vots nuls                                       | Vots nuls                           | Vots nuls                           | 64     | 1,26%    |          |
| Participació (vots vàlids més nuls) | Participació (vots vàlids més nuls)             | Participació (vots vàlids més nuls) | Participació (vots vàlids més nuls) | 5.080  | 72,83%** |          |
| Abstenció | Abstenció                                       | Abstenció                           | Abstenció                           | 1.895* | 27,17%** |          |
| Total cens electoral | Total cens electoral                            | Total cens electoral                | Total cens electoral                | 6.975* | 100 %**  |          |
| Alcalde: Jesus Montesinos Oltra (PSPV) (13/06/2015) Per majoria absoluta dels vots dels regidors (7 vots: 3 de PSPV, 2 de Compromís i 2 de C's)                |                                                 |                                     |                                     |        |          |          |
| Fonts: Ministeri de l'Interior. Junta Electoral de la Zona de Llíria. Periòdic Ara. (* No són vots sinó electors. ** Percentatge respecte del cens electoral.) |                                                 |                                     |                                     |        |          |          |

### 2019
En les eleccions municipals de 26 de maig de 2019 obtingueren 4 regidors el Partit Socialista del País Valencià-PSOE (PSPV-PSOE), 4 el Partit Popular (PP), 3 Ciutadans - Partit de la Ciutadania (Cs) i 2 Compromís per Vilamarxant (Compromís).
| Eleccions municipals de 26 de maig de 2019 - Vilamarxant |                                                 |                                     |                                     |        |          |          |
| Candidatura | Candidatura                                     | Candidatura                         | Cap de llista                       | Vots   | Vots     | Regidors |
| | Partit Socialista del País Valencià (PSPV-PSOE) |                                     | Jesús Montesinos Oltra              | 1.342  | 29,55%   | 4 (+1)   |
| | Partit Popular (PP)                             |                                     | Héctor Troyano Navarro              | 1.081  | 23,81%   | 4 (-1)   |
| | Ciutadans - Partit de la Ciutadania (Cs)        |                                     | Javier Jorge Cerdá                  | 894    | 19,69%   | 3 (+1)   |
| | Compromís per Vilamarxant (Compromís)           |                                     | Voro Golfe Cervera                  | 690    | 15,19%   | 2 ()     |
| | Vox (Vox)                                       |                                     | Jose Tomás Sánchez Rabal            | 201    | 4,43%    | 0        |
| | Esquerra Unida del País Valencià (EUPV)         |                                     | Vicente Guardiola Guerrero          | 160    | 3,52%    | 0        |
| | Podem (Podem)                                   |                                     | Salvador Bonet Vidal                | 136    | 2,99%    | 0 (-1)   |
| | Vots en blanc                                   |                                     |                                     | 37     | 0,81%    |          |
| Total vots vàlids i regidors | Total vots vàlids i regidors                    | Total vots vàlids i regidors        | Total vots vàlids i regidors        | 4.541  | 100 %    | 13       |
| | Vots nuls                                       | Vots nuls                           | Vots nuls                           | 26     | 0,57%    |          |
| Participació (vots vàlids més nuls) | Participació (vots vàlids més nuls)             | Participació (vots vàlids més nuls) | Participació (vots vàlids més nuls) | 4.567  | 61,74%** |          |
| Abstenció | Abstenció                                       | Abstenció                           | Abstenció                           | 2.830* | 38,26%** |          |
| Total cens electoral | Total cens electoral                            | Total cens electoral                | Total cens electoral                | 7.397* | 100 %**  |          |
| Alcalde: Héctor Troyano Navarro (PP) (15/06/2019 - 13/06/2021) Xavier Jorge Cerdá (Cs) (13/06/2021) Per majoria absoluta dels vots dels regidors (7 vots: 4 de PP i 3 de Cs) |                                                 |                                     |                                     |        |          |          |
| Fonts: Ministeri de l'Interior, Junta Electoral de Zona de Llíria. Periòdic Ara. (* No són vots sinó electors. ** Percentatge respecte del cens electoral.)                  |                                                 |                                     |                                     |        |          |          |